# Église Notre-Dame de Septvaux
L'église Notre-Dame est une église située à Septvaux, en France.

## Description
L'église de Septvaux est comme de nombreux édifices religieux orientée vers Jérusalem. Elle est très marquée par le style roman qui est facilement reconnaissable par ses fenêtres en arc plein cintre et ses puissants contreforts. Fait assez rare elle munie de deux clochers, le plus haut se situe sur la croisée du transept et le second marque l'entrée principale du bâtiment.
Un beffroi en chêne se situe dans le clocher le plus important, il contient trois cloches datant de 1925, la plus grosse pèse 398 kg, la moyenne 283 kg et la plus petite pèse 198 kg. Elles remplacent trois autres cloches prises par les Allemands en 1917 qui elles-mêmes remplaçaient une cloche datant de 1635 et cassée en 1876 durant un mariage lors duquel un carillon fut imité en frappant sur la cloche avec des marteaux de fer durant une volée.
Le chœur de l'église ainsi que la croisée du transept comportent une croisée d'ogive, la nef et le  transept sont eux dotés de simples plafonds plats en bois.
Un autel en bois se situe au niveau du chœur et des fonts baptismaux remarquables datant du XIIe siècle se situent dans le collatéral Sud.
L'église comporte deux chapelles à chaque côté est du transept, chacune abrite une statue de la Vierge. Un autel en bois se situe au niveau du chœur.
L'édifice semble avoir reçu des modifications au fil des siècles, les archives évoquent le fait que le second clocher est postérieur au reste du bâtiment, quant aux bas-côtés de la nef ils dateraient du XIXe siècle, enfin la nef aurait abrité une voute en berceau.
L'église est en grande partie détruite durant la Première Guerre mondiale à la suite de bombardements. Sa reconstruction ne se fait pas à l'identique, la chapelle du Sud-Est est construite différemment, les fenêtres du clocher principal sont agrandies, des fenêtres du second clocher sont supprimées et une sacristie est ajoutée.

## Localisation
L'église est située sur la commune de Septvaux, dans le département de l'Aisne. Elle se situe sur un tertre dominant le village sur lequel les Celtes auraient pratiqué leur culte.

## Historique
Le monument est classé au titre des monuments historiques en 1909. La construction de l'église débute au XIe siècle et se termine durant le XIIe siècle. Au fil des siècles des modifications sont faites, les dernières sont dues aux dégâts de la Première Guerre mondiale qui détruit en grande partie l'édifice. Son caractère originel n'a cependant pas beaucoup changé.
Elle est classée monument historique en 1909.